# Арико
Арико̀ първоначално е глоба, подобна на византийския „аерикон“, налагана за различни нарушения във Втората българска държава. С течение на времето тази глоба се превръща в постоянен паричен налог, който се плаща колективно от селската община. Известен е от Ватопедската грамота на цар Иван Асен II от 1230 г.